# アドリアーナ・ヘルツキー
アドリアーナ・ヘルツキー（ルーマニア語: Adriana Hölszky、1953年6月30日 - ）は、ルーマニア出身でドイツのシュトゥットガルト在住の現代音楽の作曲家。

## 略歴
ブカレストに生まれたが、当時のルーマニアは完全に独裁政権であり、現代音楽の受容は無きに等しかった。ピアノを学習後、作曲に転科し、1972年からステファン・ニクレスクに師事した。その後、同年齢で現在オルデンブルク大学にて教鞭をとる作曲家ヴィオレタ・ディネスクと同じく西ドイツへ渡り、シュトットガルト音楽大学にて同じ東欧生まれでオリヴィエ・メシアンの指導を受けた作曲の教授ミルコ・ケレメンや電子音楽のエアハルト・カルコシュカ、現代音楽理論のヘルムート・ラッヘンマンらの指導を受けた。先輩のマティアス・シュパーリンガーのように地味な成熟ではあったものの、徐々に実力を上げてゆく。
フロレンツ、コルマール、ブッキ、ガウデアムス、マックス・ドイチュ、メンヘングラードバハ、女性作曲家のみのGEDOK、そしてシュターミツ国際など次々と国際作曲コンクールを最上位で受賞し、国際的な名声を確立した。ガウデアムス国際は当時、規約が異なり順位を付けるシステムではなかったため、同着の「入賞」であった。29歳で外国人女性として2人目の国際シュトゥットガルト作曲賞を受賞する（現在とはシステムが違い分割授与）。
現在はダルムシュタット国際現代音楽研究所のインストラクターおよび友の会会員。ケルン音楽大学など各種作曲講習会に参加しておりく、国際マスタークラスの常連でもある。2000年代においてもダルムシュタット夏季現代音楽講習会の講師に招聘されている。以前はピアニストとしても活動し、2度国際コンクールで賞を受けた「トリオ・リパッティ」の一員でもあった。

## 家族・親族
双子の妹はシュトゥットガルト放送交響楽団のヴァイオリニストである。

## 作風
ヘルツキーの名声を決定的にしたのは、彼女の当時の語法の集大成となった音楽劇「ブレーメンの自由」である。この室内オペラはミュンヘン・ビエンナーレの委嘱で作曲され、後にシュトゥットガルトで数年間に数十回再演され、WERGOからCD化された。当時Deutscher Musikratはドイツ居住の外国人に門戸を開いてはいなかったが、それも彼女が規約を書き換える結果となった（現行規定は、ドイツとの関わりがあれば移民でもリリース可能である）。このオペラは、その台本がベルクの「ルル」の内容に非常に似ていて、電子音を含めたある意味でアカデミックな前衛技術を余すとこなくふんだんに使い込んでいる。フェミニストの存在を誇示する作品であるが、事実本人も2度の離婚歴を持つ。
ヘルツキーはまた、あまり使用されない楽器にも積極的に挑んでおり、「この世の終わり」ではアルプホルンやピッコロ・トランペットを用いて、振り絞るような叫び声を表現する。彼女は「新しい複雑性」が生まれる直前の流行をまとってデビューしたため、楽譜上はそれほど込み入っていないかもしれないが、テンポが数小節または1小節ごとに変化し続けるため、予期せぬ瞬間に大きい音が鳴るなど、落ち着いて聞いていられる瞬間がことのほか少ない。また「メッセージ」という作品は、様々な創作打楽器を声楽家のハンナ・リスカ・アウアーバッハーと考案し、それを徹底的に作品へ応用した。
現在は「ブレーメンの自由」の規模を超えるオペラ・舞踏劇・音楽劇を連作しており、その中には委嘱後すぐはできなかったが構想は何年も前からあった「壁」、「ジュゼッペとシルビア」、「マンハッタンの良い神様」、「かげのバラ」が含まれる。現在では完全に「ポスト・ディーター・シュネーベル」といわれる特殊歌唱法による作品や劇音楽の作曲家として、評価を確定させている。声楽とアンサンブルのための「悪魔」など、挑発的な題名のつけ方にも特徴が感じられる。

## 紹介
日本でまとまって紹介されたのは、1992年に京都市立芸術大学の当時の教授廣瀬量平に招聘され、自作の講演を行ったことが最初である。東京にも訪れ、作曲マスタークラスを行ったが、日本人の弟子が多くつくということはなかった。当時ルーマニア共産政権が動揺したことも大きく、雑誌「音楽芸術」でもクローズアップされた。
その年に三宅榛名の元を訪れ、三宅の著書『作曲家の生活』にヘルツキーとの対談が収録されている。1995年には秋吉台国際現代音楽セミナー&フェスティバルで「ミゼレーレ」がシュテファン・フッソングの演奏により日本初演された。その頃、CPOが2枚CDをリリースしたことがあったが、これらのCDは絶版である。アメリカで出版された「現代女性作曲家アンソロジー」でも、ヘルツキーの「吊り橋」は譜面付きで詳細に紹介されている。東欧出身者は優れた作曲家はいてもオペラの成功者はほとんどおらず、初めて現代オペラの委嘱で著名になった人物である。
ヨーロッパのドイツ語圏を主に活動していたため、日本やアメリカ、ロシアでは紹介が遅れたが、現在はISCM世界音楽の日々2013の審査員メンバーでもあり、諸国際作曲コンクールの審査員の常連である。ブレーメンやシュトゥットガルトで教え始めて以降、その教授法には定評があり、現在の弟子にはマリオス・ヨアンノー・エリアを初めとして、中国人のヴァン・フェイなど世界中に弟子を多く持つ。30代からシュトゥットガルトで教えていたが、現在はモーツァルテウムの作曲の教授である。
1987年以前はアストリア社、ブライトコプフ・ウント・ヘルテル社から1988年以降の全作品が出版されている。デビューから間もない頃はアストリア社を用いていたが、その出版社がなくなったため、その頃の作品もブライトコプフから購入可能になった。その中には、存在だけ知られていたが入手困難であった「ピアノソナタ」、「フランツ・リストのための聴窓」などもある。日本人でヘルツキー作品を最初にレコーディングした演奏家は、向井山朋子である。紹介はほぼヨーロッパに限定されている。

## 受賞歴
- 1978 Preis beim Internationalen Kammermusikwettbewerb in Florence
- 1979 ヴァレンティーノ・ブッキ国際作曲コンクール第一位
- 1980 Preis beim Internationalen Kammermusikwettbewerb in Colmar (Frankreich)
- 1981 ガウデアムス音楽週間入賞, Bilthoven (Niederlande、当時はノミネート全作同着入賞制度である)
- 1982 Max-Deutsch-Preis, Paris (Frankreich)
- 1982 シュツットガルト国際作曲賞同着入賞 (当時はノミネート全作同着入賞制度である)
- 1982 Kompositionspreis der Stiftung Ostdeutscher Kulturrat
- 1985 メンヒェングラートバッハ市国際作曲コンクール第一位
- 1985 Johann-Wenzel-Stamitz-Preis
- 1985 GEDOK賞 (マンハイム)
- 1988 シュツットガルト国際作曲賞同着入賞 (当時はノミネート全作同着入賞制度である)
- 1989 GEDOK国際作曲コンクール第一位
- 1990 Künstlerinnenpreis Heidelberg
- 1990 Schneider-Schott-Musikpreis (Mainz)
- 1991 Rom-Preis der Villa Massimo
- 2003 Bach-Preis der Freien und Hansestadt Hamburg
- 2011 Preis der Christoph-und-Stephan-Kaske-Stiftung
- 2015 ドイツ音楽作家賞管弦楽作曲賞[7]

## 主要作品
- Piano Sonata, 1975
- String Quartet, 1975
- Constellation for orchestra, 1975–76
- Monologue for female voice and drums, 1977
- There were black birds for five female voices and percussion, 1978
- Il était un homme rouge for 12 voices, 1978
- Comment for Lauren for soprano, 8 brass and timpani, 1978
- Space for four orchestral groups, 1979–80
- Omnion for tape, 1980
- Questions I, for soprano, baritone, violin, cello and piano, 1980
- Questions II for soprano, baritone, violin, cello, flute, piccolo, guitar and piano, 1981
- Flux re-flux for alto saxophone, 1981–83
- Inner Worlds I for String Trio, 1981
- Inner Worlds II for String Quartet, 1981–82
- Arcades for two flutes and string quartet, 1982
- Inlay I for flute, violin and piano, 1982
- Decorum for harpsichord, 1982–83
- Inlay II for flute, violin, harpsichord and piano, 1982–83
- Inlay III for flute, violin, two pianos, 1982–83
- Controversia for two flutes, two oboes and violin, 1983
- Erewhon for 14 instruments, 1984
- Sound projector for 12 strings, 1984–85
- New Erewhon for ensemble, 1984–85/90
- Props for nine instruments, 1985
- And again darkness I für Pauken and piano, 1985/90
- And again darkness II for timpani and organ, 1986
- Always silent for four choruses, 1986
- Hörfenster for Franz Liszt for piano, 1986–87
- Fragments from 'Bremer Freiheit' for accordion, and drums cymbalon, 1988
- Bremer Freiheit 1988
- Suspension bridges - String Quartet 'to Schubert', two string quartets, octets may be played simultaneously, 1989–90
- Hunting wolves back for six timpani, 1989–90
- Caravan - reflection on the sound of walking for 12 timpani, 1989–90
- Flutes of the light, 'game face' for female voice, five horns and other instruments ad lib., 1989–90
- Message (E. Ionesco), for mezzo-soprano, baritone, narrator and electronics, 1990
- Light Aircraft for violin, flute and orchestra, 1990
- Segments I (for seven centers of sound) for piccolo flute, euphonium, double bass, piano, cymbalom, accordion and percussion, 1991–92
- Segments II for piano and percussion, 1992
- Segments III for oboe, double bass and accordion, 1992
- Miserere for accordion, 1992
- A honeycomb sound for violin, 1993
- World ends for 4 Brass, 1993
- A due - wave study for 2 clarinets, 1993
- Painting of a slain (JMR Lenz) for 72 voices, 1993
- On the night for the orchestra, 1994/2001
- Cargo for Orchestra, 1995
- Arena for Orchestra, 1995
- Die Wände, 1995
- Qui audit me for alto flute, viola, guitar and speaker (ad lib.), 1996
- Clouds and moon for accordion and cello, 1996/2006
- Avance Impulsion mécaniques for clarinet, euphonium, cello and piano, 1997
- And I looked like a sea of glass mixed with fire ... for organ, 1997
- Tragoedia (Der unsichtbare Raum), 1997
- Spin 2 for violin and keyboard, 1998
- High Way for accordion and 19 Instruments, 1998–99
- Gamut of myths, for six percussionists, string orchestra, 1999
- High Way for accordion and ensemble, 1999/2003
- Oon the other side for 3 soloists and orchestra, 2000
- High Way for One for Accordion, 2000
- Dream song for percussion, 2000
- Mask and color for baritone (mezzo soprano) and piano, 2000, text: Michael Krüger
- Umsphinxt ... A puzzle for birds of prey, text by Friedrich Nietzsche's "The desert grows' for 48stg choir, 2000–01
- On the other side for clarinet, harp, accordion and orchestra, 2000–03
- On behalf of all the light '(second part) for choir and organ, 2004
- Der gute Gott von Manhattan 2004
- Lemurs and ghosts for soprano, flute, clarinet, violin, cello and piano, 2004–05
- Like a bird Hommage à György Kurtág for Violin, 2006
- Maneuvers for two clarinets and orchestra, 2006
- Demons for chorus and orchestra, 2006
- Snowbirds (like a bird II) Hommage à György Kurtág for violin and piano, 2006
- Countdown for Counter Tenor and Orchestra, 2007. Text: Ver du Bois
- Giuseppe e Sylvia, 1997
- Grid for bassoon, 2008
- Hybris/Niobe. 2008
- The dogs of Orion for 8 voices, 2010
- Exodus for 12 percussionists, 2014-15
- Apeiron for solo violin and string orchestra, 2018